# Latorický luh
Latorický luh je národní přírodní rezervace v oblasti Latorica.
Nachází se v katastrálním území obce Boťany v okrese Trebišov v Košickém kraji. Území bylo vyhlášeno či novelizováno v roce 1967 na rozloze 15,08 ha. Ochranné pásmo nebylo stanoveno.
NPR byla vyhlášena na ochranu lužních lesních porostů vrbových olšin a jilmových jasanin v inundačním území řeky Latorica. Poskytuje možnosti využití pro porovnávání změn v důsledku vodohospodářských úprav na Východoslovenské nížině, jakož i pro typologický výzkum.